# Pseuderanthemum confusum
Pseuderanthemum confusum är en akantusväxtart som beskrevs av Merrill. Pseuderanthemum confusum ingår i släktet Pseuderanthemum och familjen akantusväxter. Inga underarter finns listade i Catalogue of Life.